# Mortal Kombat: Legacy Kollectio
1. REDIRECIONAMENTO Mortal Kombat: Legacy Kollection